# 小牧オアシス
小牧オアシス（こまきオアシス）は、愛知県小牧市に建設中の中央自動車道の「高速道路利便施設（休憩施設）」およびインターチェンジである。
中日本高速道路の事業ではなく、「株式会社オアシス小牧」が建設を行っており、開業日は未定である。
2023年12月15日にインターチェンジ名が「小牧オアシスインターチェンジ」に決定となった。

## 隣
E19 中央自動車道
(32)小牧東IC - 小牧オアシス/小牧オアシスIC - 桃花台BS - (23)小牧JCT